# Grand Hotel Primus, Ptuj
Grand Hotel Primus (Sava Hotels & Resorts) je eden izmed 2 hotelov s 4 zvezdicami na Ptuju. Stoji zraven Term Ptuj na mestu, kjer je nekoč stala prva mestna naselbina.